# Physochlaina semenowi
Physochlaina semenowi ist eine Pflanzenart aus der Gattung der Physochlaina in der Familie der Nachtschattengewächse (Solanaceae). Die Art kommt in Asien vor.

## Beschreibung
Physochlaina semenowi ist eine ausdauernde Pflanze. Sie bildet einen großen, stark verzweigten Wurzelstock. Die Stängel sind relativ stark, wachsen aufrecht und werden bis zu 35 cm hoch. Die Pflanzen sind schwach mit gelblich rostfarbenen, gewinkelten Trichomen behaart. Die Behaarung ist nach oben hin dichter, besonders auffällig ist die Behaarung an den Blütenstandsstielen und den Blütenkelchen. Die Laubblätter stehen wechselständig. Die Blattspreiten sind dreieckig-eiförmig mit einer keilförmigen oder fast herzförmigen Basis, die Flächen sind mehr oder weniger behaart. Der Rand ist ganzrandig, gewellt oder gekräuselt. Die Spitze ist zugespitzt oder leicht abgestumpft. Die Laubblätter erreichen einschließlich der Blattstiele eine Länge von 5 cm.
Die kugelförmig-kopfigen, dicht gedrängten Blütenstände stehen endständig, werden 3 bis 7 cm lang, sind dicht behaart und nickend oder nahezu nickend. Die Blüten sind fast aufsitzend und werden bis zu 1 cm lang. Der Kelch wird bis zu 0,5 cm lang und ist röhrenförmig-glockenförmig, schwach mit dreieckigen, leicht stumpfen Lappen gelappt und breiter als die Krone. Diese ist schmal röhrenförmig, an der Basis und am Schlund etwas verbreitert. Die Staubblätter stehen über die Krone hinaus.
Die Früchte und Samen ähneln denen von Physochlaina orientalis und Physochlaina physaloides.
Die Blütezeit reicht von Mai bis Juni.

## Standorte und Verbreitung
Die Standorte von Physochlaina semenowi befinden sich in den Bergen oder in den Tälern von Gebirgsflüssen. Die Art kommt endemisch  in Tian Shan und im dsungarischen Tarbagatai-Gebirge vor.